# Паролари, Лия
Ли́я Парола́ри (итал. Lia Parolari; род. 30 июля 1990) — итальянская гимнастка (спортивная гимнастика), чемпионка Европы 2006 года в командном первенстве, почётный гражданин Травальято.
Входила в сборную команду Италии на Олимпийских играх 2008 года в Пекине. Вместе с другой итальянкой Ванессой Феррари вышла в финал в личном абсолютном первенстве, где в итоге заняла 14 место.